# Représentations diplomatiques au Gabon

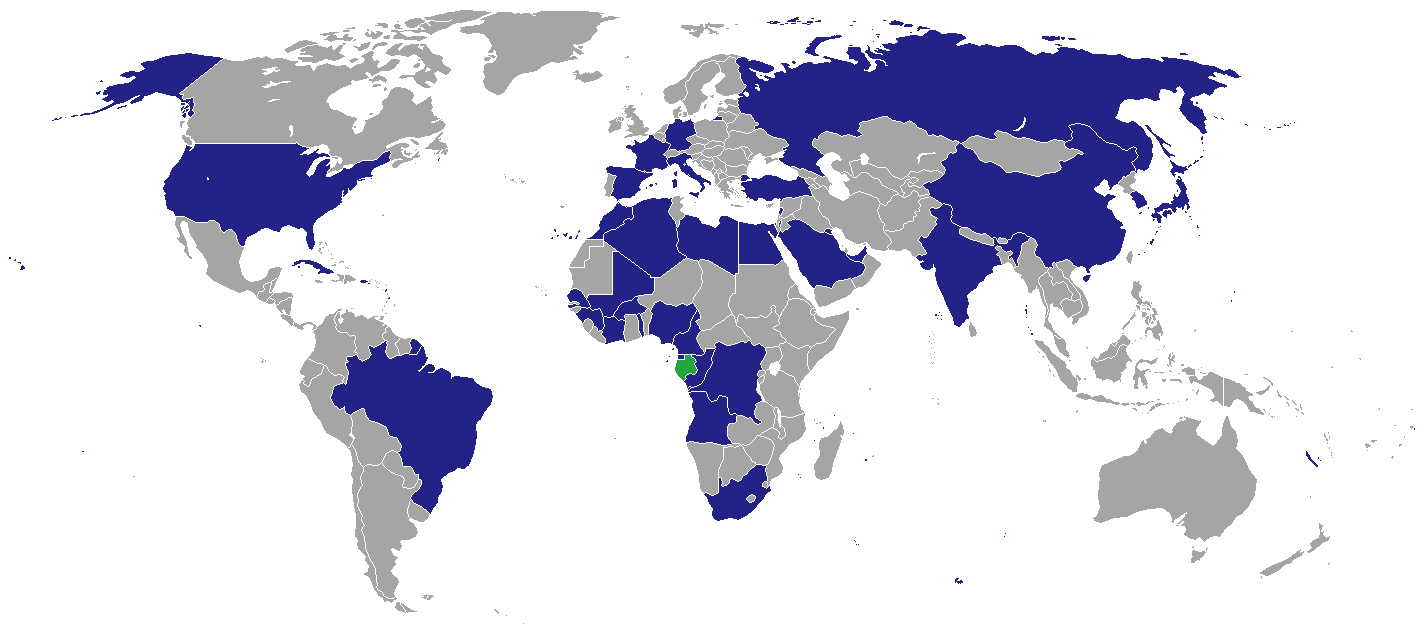
Représentations diplomatiques au Gabon

Cette page répertorie les représentations diplomatiques au Gabon. La capitale Libreville abrite 35 ambassades.

## Ambassades à Libreville

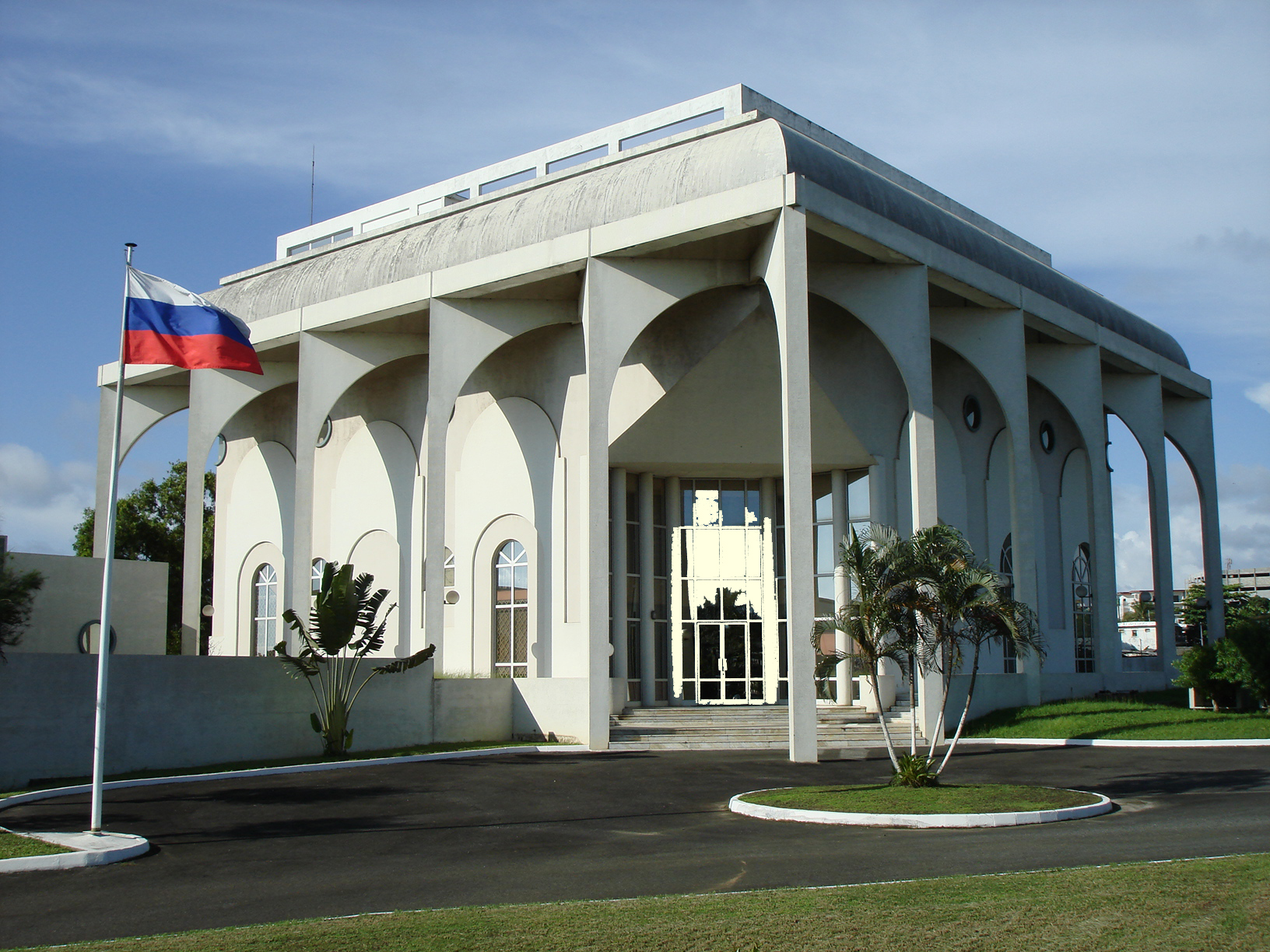
Embassy of Russia in Libreville

| - Afrique du Sud - Algérie - Allemagne - Angola - Arabie saoudite - Bénin - Brésil - Burkina Faso - Cameroun - Chine - Corée du Sud - Côte d'Ivoire - Égypte - Espagne - États-Unis - France - Guinée - Guinée équatoriale | - Italie - Japon - Koweït - Liban - Libye - Mali - Maroc - Nigeria Ordre de Malte - République démocratique du Congo - République du Congo - Russie - Sao Tomé-et-Principe - Sénégal - Tchad - Togo - Turquie - Vatican |

## Autre mission à Libreville
- Union européenne (Délégation)

## Ambassades non résidentes
| - Argentine (Abuja) - Australie (Abuja) - Autriche (Abuja) - Belgique (Brazzaville) - Canada (Yaounde) - Chili (New York) - Croatie (Rabat) - Cuba (Brazzaville) - Danemark (Cotonou) - Grèce (Kinshasa) - Indonésie (Dakar) - Israël (Yaounde) - Mexique (Abuja) - Norvège (Luanda) | - Pays-Bas (Cotonou) - Pologne (Luanda) - Portugal (Sao Tomé-et-Principe) - République tchèque (Abuja) - Roumanie (Abuja) - Royaume-Uni (Yaounde) - Serbie (Luanda) - Slovaquie (Abuja) - Suède (Kinshasa) - Suisse (Kinshasa) - Tanzanie (Kinshasa) - Thaïlande (Abuja) - Ukraine (Dakar) - Viêt Nam (Rabat) |

## Consulat général àPort-Gentil
- France